# Livonština
Livonština (līvõ kēļ) je mrtvý ugrofinský jazyk užívaný v západní pobřežní části historického Livonska (dnešní Lotyšsko a Estonsko, zejména v okolí – jinak německojazyčné – Rigy). V současnosti livonština, ze všech stran obklopená nepříbuznou baltskou lotyštinou, stojí před zánikem, přes snahy o její udržení.
Livonština používá latinského písma (s několika vlastními znaky); slovní zásobou a výslovností je z ugrofinských jazyků velice blízká estonštině a finštině. Její ortografie je sloučeninou estonštiny a lotyštiny.

## Počet mluvčích
Údaje o počtu obyvatel, mluvících livonsky, si z pochopitelných důvodů poněkud odporují. Údaje ze šedesátých let 20. století uváděly ještě „několik set“ obyvatel. Údaje z roku 2004 uváděly něco mezi 10 a 35 obyvateli, přičemž plynně mělo jazyk ovládat jen asi 5 až 7 obyvatel, převážně velmi stará generace – střední i mladá generace mluví výhradně lotyšsky. Přesto však Livonci jako národnost jsou v Lotyšsku jako národnostní menšina úředně uznaní a mohou do svého průkazu dostat na požádání záznam, který poukazuje na jejich livonskou národnost.
Jeden z posledních rodilých mluvčích livonštiny Viktor Berthold zemřel 28. února 2009.
Poslední rodilá mluvčí, Grizelda Kristiņ, zemřela 2. června 2013 ve věku 103 let. Ta byla údajně poslední rodilou mluvčí, která měla livonštinu jako svůj první, rodný jazyk. 
Ostatní dnes žijící jsou už jen lidé, kteří mají jako primární jazyk nějaký jiný než livonštinu.

## Abeceda
Livonská abeceda je smíšenina estonského a lotyšského pravopisu.
| Velká písmena |   |   |   |   |   |   |   |   |   |   |   |   |   |   |   |   |   |   |   |   |   |   |   |   |     |     |   |   |   |   |   |   |   |   |   |   |   |     |     |   |   |   |
| A             | Ā | Ä | Ǟ | B | D | Ḑ | E | Ē | F | G | H | I | Ī | J | K | L | Ļ | M | N | Ņ | O | Ō | Ȯ | Ȱ | (Ö) | (Ȫ) | Õ | Ȭ | P | R | Ŗ | S | Š | T | Ț | U | Ū | (Y) | (Ȳ) | V | Z | Ž |
| Malá písmena  |   |   |   |   |   |   |   |   |   |   |   |   |   |   |   |   |   |   |   |   |   |   |   |   |     |     |   |   |   |   |   |   |   |   |   |   |   |     |     |   |   |   |
| a             | ā | ä | ǟ | b | d | ḑ | e | ē | f | g | h | i | ī | j | k | l | ļ | m | n | ņ | o | ō | ȯ | ȱ | (ö) | (ȫ) | õ | ȭ | p | r | ŗ | s | š | t | ț | u | ū | (y) | (ȳ) | v | z | ž |

## Ukázka jazyka
- ahoj – tēriņtš
- jedna – ikš
- dvě – kakš
- tři – kuolm
- čtyři – nēļa
- pět – vīž
- šest – kūž
- sedm – seis
- osm – kōdõks
- devět – īdõks
- deset – kim

## Vzorový text

### Všeobecná deklarace lidských práv
| livonsky | Amād rovzt attõ sindõnd brīd ja īdlizt eņtš vǟrtitõks ja õigiztõks. Näntõn um andtõd mūoštõks ja sidāmtundimi, ja näntõn um īdtuoisõ tuoimõmõst veļkub vaimsõ. |
| česky    | Všichni lidé se rodí svobodní a sobě rovní co do důstojnosti a práv. Jsou nadáni rozumem a svědomím a mají spolu jednat v duchu bratrství.                     |